# Hanasjön, Jämtland
Hanasjön är en sjö i Bergs kommun och Åre kommun i Jämtland och ingår i Indalsälvens huvudavrinningsområde. Sjön har en area på 2,52 kvadratkilometer och ligger 770,3 meter över havet. Sjön avvattnas av vattendraget Dammån (Storån).

## Delavrinningsområde
Hanasjön ingår i det delavrinningsområde (699549-138176) som SMHI kallar för Utloppet av Hanasjön. Medelhöjden är 801 meter över havet och ytan är 10,72 kvadratkilometer. Räknas de 20 avrinningsområdena uppströms in blir den ackumulerade arean 148,09 kvadratkilometer. Dammån (Storån) som avvattnar avrinningsområdet har biflödesordning 2, vilket innebär att vattnet flödar genom totalt 2 vattendrag innan det når havet efter 336 kilometer. Avrinningsområdet består mestadels av skog (67 procent). Avrinningsområdet har 2,52 kvadratkilometer vattenytor vilket ger det en sjöprocent på 23,5 procent.